# Pionosomus
Pionosomus is een geslacht van wantsen uit de familie bodemwantsen (Lygaeidae). Het geslacht werd voor het eerst wetenschappelijk beschreven door Franz Xaver Fieber in 1860.

## Soorten
Het genus bevat de volgende soorten:

- Pionosomus abha Linnavuori, 1986
- Pionosomus alticola Lindberg, 1953
- Pionosomus engizekicus Kıyak, 1995
- Pionosomus heterotrichus Horváth, 1884
- Pionosomus horvathi Vinokurov, 1982
- Pionosomus madeirae Lindberg, 1961
- Pionosomus monochrous Jakovlev, 1889
- Pionosomus nitens Wagner, 1967
- Pionosomus opacellus Horváth, 1895
- Pionosomus persimilis Horváth, 1895
- Pionosomus trichopterus (Thomson, 1870)
- Pionosomus varius (Wolff, 1804)